# Konoe Fusatsugu
Konoe Fusatsugu (近衛 房嗣)
(1402 - 1488), fils ainé de Konoe Tadatsugu, est un noble de cour japonais (kugyō) de l'époque de Muromachi (1336–1573). Il exerce la fonction de régent kampaku de 1445 à 1447. D'une roturière il a pour fils Konoe Norimoto (近衛 教基, 1423-1462) et Konoe Masaie.
Son nom posthume est Go-Chisoku-In (後知足院).

## Fonctions
- Ère Ōei 33, le 24e du 7e mois (1426) : Naidaijin (内大臣)
- Ère Eikyō 1, le 4e jour du 8e mois (1429) : Udaijin (右大臣)
- Eikyō 10, le 4e jour du 9e mois (1438) : Sadaijin (左大臣)
- Ère Bunnan 2, le 23e jour du 11e mois (1445) : Kampaku (関白) et Ujichōja (氏長者) (chef du clan Fujiwara)
- Bun'an 4, le 15e jour du 6e mois (1447) : quitte la fonction de kampaku
- Ère Kanshō 2, le 25e jour du 21e mois (1461) : Daijō-daijin (太政大臣) et Ju-Ichii (従一位)
- Kanshō 4 (1463): quitte le Daijō Daijin
- Ère Bunmei 6 (1474) : devient prêtre sous le nom bouddhiste de  Daitsū, 大通).
- Ère Chōkyō 2, le 19e jour du 10e mois (1488) : Il meurt à l'âge de 87 ans.

## Source de la traduction
- (en) Cet article est partiellement ou en totalité issu de l’article de Wikipédia en anglais intitulé « Konoe Fusatsugu » (voir la liste des auteurs).